# Ormosbánya
Ormosbánya ist eine ungarische Gemeinde im Kreis Kazincbarcika im Komitat Borsod-Abaúj-Zemplén.

## Geografische Lage
Ormosbánya liegt in Nordungarn, 28 Kilometer nordwestlich des Komitatssitzes Miskolc, 9 Kilometer nördlich der Kreisstadt Kazincbarcika an dem Fluss Ormos-patak. Nachbargemeinden sind Izsófalva im Süden und Rudabánya im Norden.

## Sehenswürdigkeiten
- Römisch-katholische Kirche Nagyboldogasszony, erbaut 1935
- Weltkriegsdenkmal (Világháborús emlékmű)

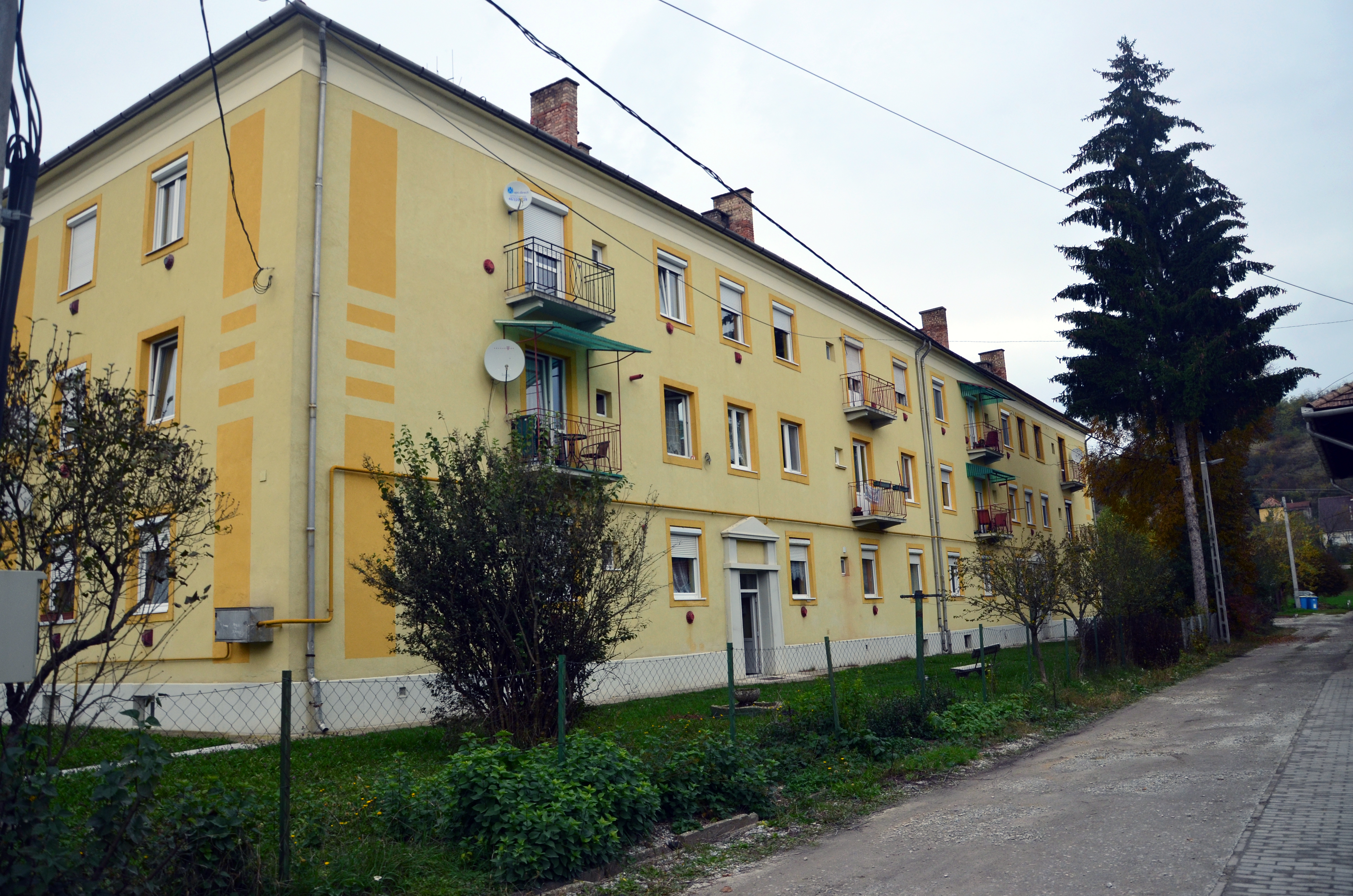
Arbeiterwohnsiedlung
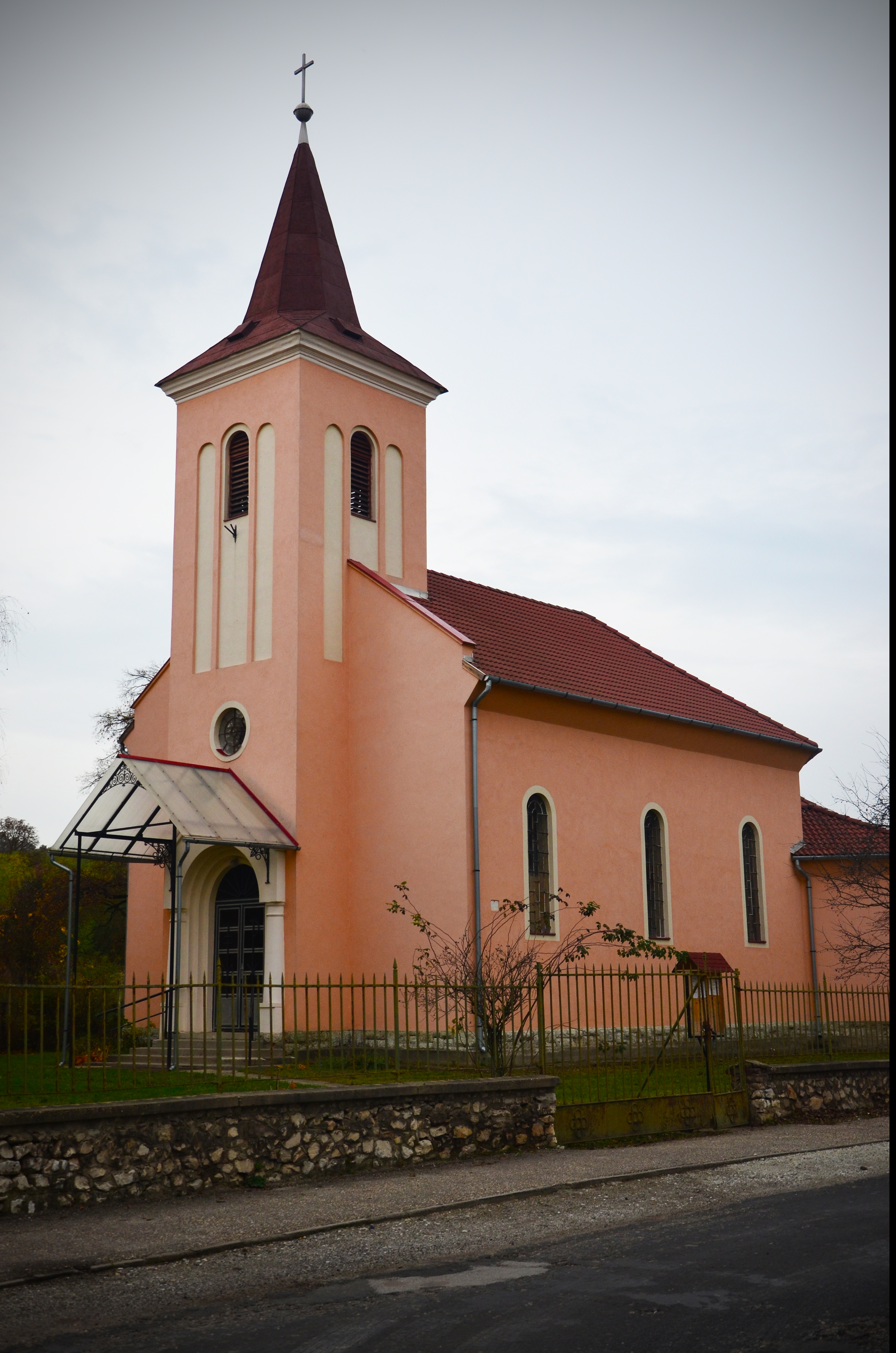
Röm.-kath. Kirche Nagyboldogasszony

## Verkehr
Durch Ormosbánya verläuft die Landstraße Nr. 2609.  Es bestehen Busverbindungen nach Kazincbarcika sowie über Rudabánya nach Kánó. Die Eisenbahnstrecke von Kazincbarcika nach Rudabánya wurde im Jahr 2007 aufgegeben, sodass Reisende den Autobus bis zum nächstgelegenen Bahnhof in Kazincbarcika nutzen müssen.